# Shankar Dayal Sharma
Pour les articles homonymes, voir Sharma.
Shankar Dayal Sharma, né le 19 août 1918 à Bhopal et mort le 26 décembre 1999 à New Delhi, est un homme d'État indien, vice-président du 3 septembre 1987 au 25 juillet 1992, puis président de l'Inde du 25 juillet 1992 au 25 juillet 1997.